# Identités de Rogers-Ramanujan
En combinatoire, les identités de Rogers-Ramanujan sont les deux égalités de q-séries hypergéométriques suivantes, qui peuvent être interprétées comme des égalités entre des nombres de partitions d'entiers :
{\displaystyle \sum _{n=0}^{\infty }{\frac {q^{\color {Red}n^{2}}}{(1-q)(1-q^{2})\cdots (1-q^{n})}}=\prod _{k=0}^{\infty }{\frac {1}{(1-q^{5k\color {Red}+1})(1-q^{5k\color {Red}+4})}},}
{\displaystyle \sum _{n=0}^{\infty }{\frac {q^{\color {Red}n(n+1)}}{(1-q)(1-q^{2})\cdots (1-q^{n})}}=\prod _{k=0}^{\infty }{\frac {1}{(1-q^{5k\color {Red}+2})(1-q^{5k\color {Red}+3})}}.}

## Histoire
Elles ont été découvertes et prouvées dans un premier temps par Leonard James Rogers (en) en 1894, puis trouvées (mais sans démonstration) par Srinivasa Ramanujan peu avant 1913. Ramanujan a découvert l'article de Rogers en 1917 ; ils ont alors publié en commun une nouvelle preuve. Issai Schur a lui aussi découvert ces identités et les a démontrées (indépendamment) en 1917.

## Définition
En utilisant le q-symbole de Pochhammer, les identités de Rogers-Ramanujan sont :
{\displaystyle G(q)=\sum _{n=0}^{\infty }{\frac {q^{n^{2}}}{(q;q)_{n}}}={\frac {1}{(q;q^{5})_{\infty }(q^{4};q^{5})_{\infty }}}=1+q+q^{2}+q^{3}+2q^{4}+2q^{5}+3q^{6}+\cdots \,} (suite A003114 de l'OEIS)
et
{\displaystyle H(q)=\sum _{n=0}^{\infty }{\frac {q^{n^{2}+n}}{(q;q)_{n}}}={\frac {1}{(q^{2};q^{5})_{\infty }(q^{3};q^{5})_{\infty }}}=1+q^{2}+q^{3}+q^{4}+q^{5}+2q^{6}+\cdots \,} (suite A003106 de l'OEIS).

## Symboles de Pochhammer
Les symboles de Pochhammer qui interviennent sont :
{\displaystyle (q;q)_{n}=\prod _{k=1}^{n}(1-q^{k})=(1-q)(1-q^{2})\cdots (1-q^{n})}
{\displaystyle (q;q^{5})_{\infty }=\prod _{k=0}^{\infty }(1-q^{5k+1})}
{\displaystyle (q^{4};q^{5})_{\infty }=\prod _{k=0}^{\infty }(1-q^{5k+4})}
{\displaystyle (q^{2};q^{5})_{\infty }=\prod _{k=0}^{\infty }(1-q^{5k+2})}
{\displaystyle (q^{3};q^{5})_{\infty }=\prod _{k=0}^{\infty }(1-q^{5k+3})}

## Interprétations combinatoires
Pour la première identité (G), le membre de gauche peut être interprété comme le nombre de partitions de n dont les parts diffèrent d’au moins 2, et le membre de droite est le nombre de partitions de n en parts congrues à ±1 modulo 5 (1, 4, 6, 9, etc.),.
Pour la seconde (H) :
- {\displaystyle {\frac {q^{n^{2}+n}}{(q;q)_{n}}}} est la série génératrice des partitions en n parts telles que deux parts adjacentes diffèrent d'au moins 2 et telles que la plus petite part est au moins 2.
- {\displaystyle {\frac {1}{(q^{2};q^{5})_{\infty }(q^{3};q^{5})_{\infty }}}} est la série génératrice des partitions telles que chaque part est congruente à 2 ou 3 modulo 5.

Le nombre de partitions de n telles que deux parts adjacentes diffèrent d'au moins 2 et telles que la plus petite part est au moins 2 est égal au nombre de partitions de n telles que chaque part est congruente à 2 ou 3 modulo 5.